# Guéza Gado
Guéza Gado ist ein Weiler in der Landgemeinde Dioundiou in Niger.

## Geographie
Der Weiler liegt am Rand des Trockentals Dallol Maouri. Er befindet sich rund 18 Kilometer südlich des Hauptorts Dioundiou der gleichnamigen Landgemeinde und des gleichnamigen Departements Dioundiou in der Region Dosso. Zu den Siedlungen in der näheren Umgebung von Guéza Gado zählen Angoual Doka I im Norden, Makani im Osten und Guéza Bissala im Süden.
Es herrscht das Klima der Sudanzone vor, mit einer durchschnittlichen jährlichen Niederschlagsmenge zwischen 600 und 700 mm.

## Geschichte
Die Schweizer Direktion für Entwicklung und Zusammenarbeit finanzierte 1997 die Sanierung der bei Guéza Gado verlaufenden Straße zwischen den Gemeindehauptorten Dioundiou und Yélou.

## Bevölkerung
Bei der Volkszählung 2012 hatte Guéza Gado 233 Einwohner, die in 29 Haushalten lebten. Bei der Volkszählung 2001 betrug die Einwohnerzahl 344 in 48 Haushalten und bei der Volkszählung 1988 belief sich die Einwohnerzahl auf 405 in 52 Haushalten.

## Wirtschaft und Infrastruktur
Im Weiler wird ein ländlicher Markt abgehalten. Die Rônierpalmen-Zone von Guéza Gado erstreckt sich über eine Fläche von 333 Hektar. Es gibt eine Schule in der Siedlung.